# Serena Michelotti
Serena Michelotti (Merano, 2 ottobre 1934 – Roma, 18 luglio 2011) è stata un'attrice italiana.

## Biografia
Allieva del Centro sperimentale di cinematografia di Roma si diploma nel 1955, iniziando a lavorare nel cinema storico e in costume. È stata la voce di Agnes Skinner dalla quinta alla ventunesima stagione de I Simpson. È morta all'età di 76 anni.

## Filmografia

### Cinema
- Frine, cortigiana d'Oriente, regia di Mario Bonnard (1953)
- L'amante di Paride, regia di Marc Allégret (1954)
- I milanesi a Napoli, regia di Enzo Di Gianni (1954)
- Adriana Lecouvreur, regia di Guido Salvini (1955)
- Il momento più bello, regia di Luciano Emmer (1957)
- La virtù sdraiata, regia di Sidney Lumet (1969)
- Si può fare... amigo, regia di Maurizio Lucidi (1972)
- Chiedimi se sono felice, regia di Massimo Venier (2000)
- Il principe e il pirata, regia di Leonardo Pieraccioni (2001)

### Televisione
- La cittadella, regia di Anton Giulio Majano - sceneggiato TV (1964)
- Il segno del comando, regia di Daniele D'Anza - sceneggiato TV (1971)
- Dov'è Anna?, regia di Piero Schivazappa - sceneggiato TV (1976)
- La scalata, regia di Vittorio Sindoni - miniserie TV (1993)
- Don Gnocchi - L'angelo dei bimbi, regia di Cinzia TH Torrini - miniserie TV (2004)
- Carabinieri - serie TV (2006)

## Prosa televisiva Rai
- Lu cavalieri Pidagna, regia di Umberto Benedetto, trasmessa il 18 marzo 1959.
- La cantatrice calva di Eugène Ionesco, regia di José Quaglio, trasmessa il 21 ottobre 1967.

## Doppiaggio

### Film cinema
- Dana Ivey in Orange County
- Margo Martindale in Cavalcando col diavolo
- František Velecký in I fratelli Grimm e l'incantevole strega
- Mary O'Riordan in Il vento che accarezza l'erba
- Serra Yılmaz in Harem Suare

### Film TV
- Billie Whitelaw in Merlino

### Cartoni animati
- Agnes Skinner ne I Simpson
- Signora Peenman in The Mask